# Groot-Houtdijk
Polder Groot-Houtdijk is een voormalig waterschap en polder in de provincie Utrecht ten oosten van Woerden en ten zuiden van Kamerik.
De polder valt onder waterschap De Stichtse Rijnlanden. Tot 1975 werd het waterbeheer uitgevoerd door Groot-Waterschap van Woerden.

## Geschiedenis
Onder het kerspel Kamerik lag het gerecht van Houdijk. Houdijk zou een verwijzing zijn naar de heulen die hier vroeger gelegen hebben.Groot-Houtdijk en Klein-Houtdijk. Iedere polder had een eigen polderbestuur. In 1322 werd het overkoepelende Groot-Waterschap van Woerden opgericht om sommige taken tussen grenzende waterschappen beter to coördineren. Door het samengaan van Groot-Houtdijk en Geestdorp kwam de provinciegrens dwars door het kleine waterschap te lopen. Het bijzonder reglement van het Waterschap Groot-Houtdijk moest dan ook door de Provinciale Staten van zowel Utrecht als Zuid-Holland worden vastgesteld. Groot-Houtdijk besloeg in totaal een oppervlakte van ruim 333 hectare, waarvan 215 hectare in Kamerik en 118 hectare in Woerden.